# TecDAX
TecDAX es un índice bursátil que recoge a los 30 valores de las empresas más importantes del sector tecnológico en Alemania. Las empresas listadas tienen menores beneficios y capitalización bursátil que las listadas en el DAX.

## Descripción
El TecDAX fue inaugurado el 24 de marzo de 2003 en sustitución del índice NEMAX50 (Neuer Markt -- nuevo mercado), que existió desde el año 1997 hasta el 2003 y listaba las 50 mayores compañías alemanas de la nueva economía. El NEMAX50 desapareció tras perder cantidades extremas de valor en la burbuja punto com.
Xetra la plataforma electrónica de negociación utilizada en el TecDAX. El índice se calcula cada día de cotización desde las 9:00 hasta las 17:30 CET.

### Empresas
Las siguientes 30 compañías componen el índice a 20 de septiembre de 2010.
- ADVA Optical Networking
- Aixtron
- BB Biotech
- Bechtle
- Carl Zeiss Meditec
- Centrotherm Photovoltaics
- Conergy
- Dialog Semiconductor
- Drägerwerk
- Drillisch
- Evotec
- Freenet.de
- Jenoptik
- Kontron
- Manz Automation
- MorphoSys
- Nordex
- Pfeiffer Vacuum
- Phoenix Solar
- Q-Cells
- Qiagen
- QSC
- Roth & Rau
- SMA Solar Technology
- Singulus Technologies
- Smartrac
- Software AG
- SolarWorld
- United Internet
- Wirecard